# Почтовское сельское поселение (Ростовская область)
Почтовское сельское поселение — муниципальное образование в Константиновском районе Ростовской области.
Административный центр поселения — хутор Почтовый.

## Административное Устройство
В состав Почтовского сельского поселения входят:
- хутор Почтовый;
- хутор Базки;
- хутор Верхнекалинов;
- хутор Верхнепотапов;
- хутор Каменно-Бродский;
- хутор Кременской;
- хутор Крюков;
- хутор Нижнекалинов;
- хутор Нижнепотапов;
- хутор Трофимов.

## Население
| 2010  | 2012  | 2013  | 2014  | 2015  | 2016  | 2017  |
| ----- | ----- | ----- | ----- | ----- | ----- | ----- |
| 2445  | ↘2413 | ↘2389 | ↘2341 | ↘2301 | ↘2272 | ↘2235 |
| 2018  | 2019  | 2020  | 2021  |       |       |       |
| ↘2208 | ↘2177 | ↘2116 | ↘2034 |       |       |       |

## Археология
У хутора Кременского находится многослойная стоянка Бирючья балка 2, которая была обитаема в  верхнем палеолите 44—26 тыс. лет назад.